# Eurycope baea
Eurycope baea är en kräftdjursart som beskrevs av Wilson 1982. Eurycope baea ingår i släktet Eurycope och familjen Munnopsidae. Inga underarter finns listade i Catalogue of Life.